# الهاني

## الهاني
هو حي سكني يقع ضمن الحدود الإدارية لبلدية سوق الجمعة إحدى بلديات طرابلس الكبرى

## الموقع
يقع الحي جنوب شرق طرابلس يحده شمالا باب تاجوراء و السوالم و جنوبا طريق جامع الصقع ( الجهاد ) و طريق زناتة الجديدة و شرقا عرادة و غربا النوفليين - الهاني عبارة عن موقع مرتفع كان به قصر اتخذه العثمانيون قائم مقامية ( النواحي الأربعة - الساحل - قصر بن غشير - العلاونة )

## فترة الإحتلال الإيطالي
كان الحي عبارة عن واحة من النخيل يقطنها الليبيون و جرى في المنطقة معركة الهاني شارع الشط بتاريخ 23 أكتوبر 1911 ميلادي

## المعالم و الخدمات الحكومية
1. مستودع البريقة النفطي
2. النصب التذكاري لشهداء معركة الهاني
3. طريق السور القديم
4. شارع العلمين
5. حديقة الهاني
6. إدارة جهاز حرس المنشآت النفطية - فرع الهاني
7. هيئة السلامة الوطنية - سوق الجمعة
8. جهاز المطافي - الهاني
9. نادي العلمين الرياضي تأسس سنة 1953 ميلادية

## التعليم
معهد هايتي المتوسط و العالي
مدرسة أحفاد المجاهدين الثانوية
مدرسة ثورة التحدي 

## أنظر أيضا
- معركة الهاني

## وصلات خارجية
- الهاني على خرائط جوجل